# 시모하사미촌
시모하사미촌(下波佐見村)은 나가사키현 히가시소노기군에 있던 촌이다. 현재의 하사미정 남서부에 해당한다.

## 역사
에도 시대에는 가미하사미촌과 함께 하사미촌으로 불렸다. 촌 면적이 넓었기 때문에 가와타나가와 강의 상류를 가미하사미, 하류를 시모하사미 두 개의 촌으로 나눴다고 한다. 이 분촌은 구 오무라번 영내에 한정된 것이었으나, 메이지 3년 12월의 번제 개혁에 의해 정식으로 분촌이 되었고. 메이지 3년 12월의 번제 개혁에 의해 정식으로 분촌되었다
- 1889년 4월 1일 - 정촌제 시행에 의해 히가시소노기군 시모하사미촌이 성립하였다.
- 1956년 6월 1일 - 가미하사미정과 합병해 하사미정이 성립하여, 시모하사미촌은 소멸하였다.

## 참고문헌
- 角川日本地名大辞典 42 長崎県
- 長崎県東彼杵郡教育会 編 (1917). 《長崎県東彼杵郡誌》. 長崎県東彼杵郡教育会. 446–470쪽. 다음 글자 무시됨: ‘和書 ’ (도움말) - Google ブックス
- 『町村の廃置分合』昭和31年5月26日総理府告示第240号（波佐見町例規集）